# Dinastia almoràvit
Els almoràvits (àrab: المرابطون, al-murābiṭūn, en singular المرابط, al-murābiṭ) foren un moviment religiós del nord d'Àfrica, format per nòmades amazics del Sàhara, que al segle xi fundaren la segona dinastia del Marroc.

## Història

### Orígens, expansió i religió
Al segle xi, els lamtuna exercien la supremacia entre els amazics; vers el 1034, Yahya ibn Ibrahim, cap dels gudala del Sàhara occidental, emparentat als lamtuna (de Mauritània), encara que a vegades enfrontats, va enviar un jurista de la tribu anomenat Jawhar ibn Sakkun a fer la peregrinació a la Meca vers 1040. Quan feia el viatge de tornada, va anar a Kairuan, on es va entrevistar amb el prestigiós alfaquí Abu-Imran al-Fassí per islamitzar el seu poble, que el va remetre a un mestre maliquita del Sus, Uggwag ibn Zalwi, i aquest va encarregar la tasca a un antic alumne seu, Abd-Al·lah ibn Yassín al-Ghazulí, que va fundar un ribat on es va originar la secta dels almoràvits, i aconseguí el suport primer dels gudala i després dels lamtuna.
Mort Yahya, els lamtuna estaven dirigits per Yahya ibn Úmar al-Lamtuní i, a la seva mort, en la batalla de Tabfarilla, pel seu germà Abu-Bakr ibn Úmar al-Lamtuní. Els gudala es van separar dels almoràvits i es van retirar al sud. Cap al 1053, els almoràvits van començar a expandir les seves creences religioses a les tribus del Sàhara; després d'això, van començar a expandir al seu poder primer a les tribus del voltant, després cap al Magrib, on funden ciutats com Marràqueix el 1062; el 1075, conquereixen l'Imperi de Ghana i el 1080 el Regne de Tlemcen (l'actual Algèria).

### Invasió d'al-Àndalus
Quan el 1085 Alfons VI de Castella (1040-1109) va conquerir Tulàytula, l'emir d'Ixbíliya es va alarmar de tal manera que va decidir demanar ajuda als guerrers almoràvits, sobretot als de la tribu dels lamtunes. Es diu que el seu cap, Yússuf ibn Taixfín, un dervix auster, anava vestit amb pell d'ovella i s'alimentava de dàtils i llet de cabra.
Yússuf va creuar l'estret de Gibraltar amb el seu exèrcit; derrotà els cristians en la batalla d'az-Zal·laqa el 23 d'octubre de 1086, i es trobà amb una terra fèrtil i pròspera; també va observar el relaxament dels preceptes doctrinals de l'Islam i la gran tolerància amb els jueus i cristians. Això li va provocar la determinació d'apoderar-se d'aquests regnes, animat per la divisió entre les diferents taifes. Els almoràvits van conquerir les diferents taifes entre el 1090 i el 1116. Les van conquerir en l'ordre següent: Màlaga i Granada (1090), Sevilla i Almeria el 1091, Badajoz (1094), València, que en aquell moment era cristiana, i Làrida (1102), Albarrasí (1104), Alpont (1106), Saragossa (1110) i finalment Mallorca el 1116.

### Decadència
Després d'aquestes ràpides conquestes, els almoràvits van perdre terreny tan ràpidament com l'havien guanyat, amb la caiguda de Saragossa el 1118, i van ser derrotats contra el Regne de Portugal el 1139 en la batalla d'Ourique. Uns anys més tard, l'Imperi almoràvit va quedar atrapat per l'extensió de la Segona Croada a la península Ibèrica, la revolta dels almohades a l'actual Marroc i la revolta de Xarq al-Àndalus.
La conquesta de Marràqueix per part dels almohades va suposar la desintegració de l'Imperi almoràvit, encara que a les Balears van continuar governant els Banu Ghàniya fins al 1184, i van continuar lluitant contra els almohades a Tunísia fins al 1236.

## Art almoràvit
Durant el regnat del Yússuf ibn Taixfín, les obres realitzades encara acusaren l'austeritat i desornamentació imposades pel seu fervor religiós. Tot i això, aquest rigor va decaure amb el seu fill Alí ibn Yússuf que, enlluernat pel refinat ambient cortesà de les taifes andalusines, patrocinà diverses empreses plenes dels més bells elements decoratius.
Tot i trobar-se el focus originari d'al-Àndalus, les construccions documentades es troben al nord d'Àfrica. Els edificis de caràcter religiós són els millor representats. A aquests, corresponen les mesquites de Tilimsen i d'Alger, les quals segueixen el model habitual de naus perpendiculars al mur de la qibla. Excepcionalment, com succeeix a la mesquita Quaraouyine de Fez, s'usen naus paral·leles a la qibla seguint el model de la mesquita de Damasc. En ambdós casos, les naus dels extrems es perllonguen formant les galeries que marquen el pati, de manera que aquest passa a tenir unes dimensions més reduïdes.
El suport preferit és el pilar en substitució de la columna. Adopten l'arc de ferradura i lobulat, als quals afegeixen arcs de ferradura apuntats, lobulats trevolats, mixtilinis i de llambrequins, formats aquests últims per xicotetes corbes, angles rectes i claus penjants. En relació amb el desenvolupament dels arcs, apliquen des del salmer un motiu en "S", denominat serpentiforme, ja utilitzat anteriorment en el palau de l'Aljaferia de Saraqusta. El sistema de cobertes preferit és a dues aigües, creant sostres de fusta a la mateixa volta, que aconseguiren un gran desenvolupament en l'art mudèjar. Al mateix temps, realitzaren belles cobertes cupulades. Les unes, representades per la cúpula davant del mihrab de la mesquita de Tilimsen, seguiran el model cordovès d'arcs entrecreuats que deixen la clau lliure, si bé, en aquest cas, arranquen de trompes angulars de muqarnes i usen uns elements d'estuc calat decorats amb exuberants motius florals. A partir d'aquesta obra, en què es documenta la introducció al Magrib de la muqarna o mocarab, apareix un altre tipus de cúpula denominada de muqarnes, exemplificada per l'existent en la mesquita de Qarawiyin a Fez.
Les produccions artístiques continuaren vinculades a les tradicions anteriors. El taller tèxtil d'Almeria arribà al seu complet clímax realitzant els anomenats attabi. Aquests teixits es caracteritzen per la utilització de tons més suaus amb tocs d'or formant grans cercles dobles, tangents o enllaçats, disposats en files, a l'interior dels quals es tanquen parelles d'animals. La semblança amb els teixits sicilians ha induït a confusió entre ambdós tallers. Un problema similar plantegen els ivoris, que contenen inscripcions impersonals que no acaben d'aclarir l'adscripció a un dels dos tallers. La ceràmica, per la seua part, continuà desenvolupant la tècnica de "corda seca parcial" o "total", depenent que la decoració en cobrira tota o part de la superfície. Junt amb aquesta, fan la seua aparició dues noves tècniques aplicades a la ceràmica no vidriada: l'esgrafiat i l'estampillat, que es generalitzarà en època almohade.
En la literatura destaca la poesia d'Ibn Hafadja, la poesia i prosa d'Ibn Amira i la poesia d'Ibn Al-Zaqqaq.

## Llista d'emirs

### governs duals
- Abd-Al·lah ibn Yassín al-Ghazulí i Yahya ibn Ibrahim, 1038-1045
- Abd-Al·lah ibn Yassín al-Ghazulí (continua) i Yahya ibn Úmar al-Lamtuní, 1045-1056
- Abd-Al·lah ibn Yassín al-Ghazulí (continua) i Abu Bakr ibn Úmar al-Lamtuní, 1056-1059

### govern únic
- Abu Bakr ibn Úmar al-Lamtuní, 1059-1069 (en algunes zones, fins al 1087)
- Yússuf ibn Taixfín, 1069-1106
- Alí ibn Yússuf, 1106-1143
- Taixfín ibn Alí, 1143-1145
- Ibrahim ibn Taixfín, 1145-1146
- Ishaq ibn Alí ibn Yússuf, 1146-1147
- A partir del 1145, es crearen petits regnes anomenats taifes (1145 a 1157) i altres dominis van passar als almohades (1147-1157)